# فالميرو لوبيس روتشا
فالميرو لوبيس روتشا (بالإسبانية: Valdo) (مواليد 23 أبريل 1981 في فيلابلينو - إسبانيا) لاعب كرة قدم إسباني يلعب حاليا لصالح نادي الدرجة الأولى مالقا الإسباني منذ 2009 في مركز الجناح الأيمن كما يجيد اللعب في مركز الوسط المهاجم والمهاجم .

## روابط خارجية
- فالميرو لوبيس روتشا على موقع قاعدة بيانات كرة القدم.إي يو (الإنجليزية)
- فالميرو لوبيس روتشا على موقع ناشيونال فوتبول تيمز (الإنجليزية)
- فالميرو لوبيس روتشا على موقع Soccerway.com (الإنجليزية)
- فالميرو لوبيس روتشا على موقع عالم كرة القدم.نت (الإنجليزية)
- فالميرو لوبيس روتشا على موقع كووورة
- فالميرو لوبيس روتشا على موقع AS.com (الإسبانية)